# 陳向廷
陳向廷（1570年—1619年），字儀翔，号美用，廣東廣州府新安县竈籍东莞县人，明朝政治人物。

## 生平
萬曆二十五年（1588年）丁酉科應天府鄉試第一百四十五名舉人，二十六年（1598年）戊戌科進士，兵部觀政，二十八年授徽州府推官，三十二年補汉阳府，三十六年调撫州府，三十八年擢大理寺評事，万历四十年五月代替大理寺副李中立主考四川，以改榜罰俸二月。四十一年升左寺副，本年升户部福建司员外郎，管崇文門税课，遷户部郎中，四十四年患病。著有《百尺楼稿》。

## 家族
曾祖陈国祥。祖父陈嘉。父陳大諫，甲子亚魁，通判。